# Sam Lake
Sam Lake, pseudonimo di Sami Antero Järvi (Helsinki, 28 marzo 1970), è un autore di videogiochi e scrittore finlandese. È conosciuto principalmente per essere il creatore dei personaggi di Max Payne e Alan Wake. È uno degli scrittori e sceneggiatori più importanti ed influenti dell'industria videoludica, famoso per creare universi narrativi dinamici e profondi, mossi da storie complesse che seguono protagonisti carismatici e molto caratterizzati.

## Carriera
Il suo pseudonimo deriva dalla traduzione in inglese del suo cognome Järvi, che in finlandese significa "lago". Sam Lake ha studiato lingua e letteratura inglese all'Università di Helsinki intorno al 1995. Entrò poi alla Remedy Entertainment come direttore creativo nel 1996, grazie al suo amico di lunga data e membro fondatore Petri Järvilehto, per scrivere i testi del primo gioco del team, Death Rally. Lake, rimasto impressionato dalle possibilità artistiche che il medium dei videogiochi poteva offrire, decise di iniziare a scrivere qualcosa di più personale e basato sulla narrazione.
Nacque così il progetto Dark Justice: iniziato nel 1996, uscì completato nel 2001 con il titolo di Max Payne. Max Payne fu un grandissimo successo di critica e di vendite, vincendo centinaia di premi come gioco dell'anno e vendendo più di 5 milioni di copie, a fronte di un budget limitatissimo che costrinse lo stesso Lake a usare il proprio volto come modello per il protagonista oltre che a ingaggiare amici e parenti nel cast. Il gioco fu innovativo sia dal punto di vista prettamente ludico che dal punto di vista narrativo: il bullet time, espediente già conosciuto al cinema in Matrix, fu una vera rivoluzione per i videogiochi d'azione mentre la storia di stampo noir e hard-boiled, unita alla mitologia norrena e raccontata tramite intermezzi in stile graphic novel ispirati ai lavori di Frank Miller, resero Max Payne un classico dei videogiochi.
Il successo fu tale che Remedy vendette la proprietà intellettuale a Take Two Interactive per 10 milioni di dollari e firmò un contratto per sviluppare immediatamente un seguito; Max Payne 2: The Fall of Max Payne. Il gioco, uscito nel 2003, non riuscì a bissare il successo del primo capitolo, ma Lake si confermò ulteriormente come uno dei migliori scrittori del campo. La storia infatti divenne ancora più complessa e oscura, trainata da una storia d'amore drammatica e noir.
In seguito a Max Payne 2, Lake iniziò a lavorare sull'opera che lo ha affermato come uno dei migliori scrittori della storia dei videogiochi, ovvero Alan Wake. Annunciato nel 2004, il gioco, descritto come "un thriller psicologico d'azione" ed ispirato ai racconti di Stephen King e alla serie I segreti di Twin Peaks, uscì dopo una lunga gestazione nel 2010 come esclusiva Xbox 360 e PC in seguito al contratto di esclusività stipulato con la Microsoft. Il gioco divise la critica, tra chi lo esaltava come capolavoro e chi lo dipingeva solo come discreto. Il gioco però, sebbene non fosse riuscito subito ad imporsi sul mercato, con il passare degli anni e grazie all'uscita su PC divenne un vero cult ed uno dei giochi più amati della settima generazione, arrivando a vendere fino a 4 milioni di copie. Tra il 2010 e il 2012, Lake lavorò ad uno spin-off di Alan Wake, Alan Wake's American Nightmare, sviluppato partendo da idee abbozzate per un ipotetico sequel del gioco, e fu consulente per Dan Houser per scrivere la storia di Max Payne 3, non più creato infatti da Lake e dalla Remedy; il terzo capitolo della celebre serie fu infatti sviluppato dalla Rockstar Games, già distributrice dei primi due capitoli, ed uscì nel 2012, accolto benissimo dalla critica e vincitore di molti premi.
Nel 2013, venne annunciato insieme alla nuova console di Microsoft, Xbox One, il nuovo grande gioco della Remedy diretto da Lake a tema fantascientifico, Quantum Break. Si tratta di un esperimento narrativo unico nella storia dei videogiochi, in quanto prevede la storia principale del gioco vissuta dal protagonista unita ad una serie TV interna vissuta dell'antagonista, con le scelte prese dal giocatore che si ripercuotono su entrambi i punti di vista. L'idea inizialmente venne concepita insieme ad altre durante lo sviluppo di Alan Wake 2, ma dopo l'annullamento del progetto il concept venne usato in seguito per Quantum Break. Lake, grazie a Microsoft, è riuscito a riunire un cast di attori noti per il gioco: Shawn Ashmore, Aidan Gillen, Dominic Monaghan e Lance Reddick. Quantum Break è uscito nel 2016 in esclusiva Microsoft ed è stato generalmente ben accolto dalla critica specializzata. Lake ha poi lavorato alla storia dei due successivi giochi della Remedy, il seguito del FPS CrossFire e Control (chiamato in fase di sviluppo "Project 7"). Subito dopo la pubblicazione di Control, attraverso la sua pagina Twitter, Lake ha annunciato di star lavorando alla scrittura di un nuovo progetto della software house finlandese.

## Opere
- Max Payne (2001) – Scrittore/attore/game Designer
- Max Payne 2: The Fall of Max Payne  (2003) – Scrittore
- Alan Wake (2010) – Scrittore
- Alan Wake's American Nightmare (2012) – Director, scrittore
- Max Payne 3 (2012) – Supervisore
- Quantum Break (2016) – Director
- Control (2019) – Scrittore, co-director
- Alan Wake II (2023) – Director, scrittore, attore

## Stile
Sam Lake è famoso per la creazione di storie complesse e portate avanti da personaggi forti e caratterizzati. Un'altra sua caratteristica è l'inserimento nei propri videogiochi di elementi metanarrativi: infatti in ogni gioco sono presenti elementi che arricchiscono il mondo di gioco, ovvero serie TV, libri o film che caratterizzano l'universo narrativo in cui è ambientato. Un fatto interessante è che questi elementi non sono semplici elementi di contorno, ma aiutano a spiegare meglio la storia e far comprendere alcune allegorie e significati nascosti in essa. Inoltre è molto usato da Lake l'autocitazionismo, infatti egli è solito inserire collegamenti più o meno espliciti tra le proprie opere. Lake fa spesso riferimento alla religione e alla mitologia, come nel primo Max Payne, dove faceva riferimento alla mitologia norrena, o in Alan Wake, dove si fa riferimento alla cultura e alle credenze dei nativi americani.